# Idactus ellioti damarensis
Idactus ellioti damarensis es una subespecie de escarabajo longicornio del género Idactus, tribu Ancylonotini, subfamilia Lamiinae. Fue descrita científicamente por Breuning en 1938.

## Descripción
Mide 15-17 milímetros de longitud.

## Distribución
Se distribuye por Botsuana, Namibia y República Sudafricana.